# Rota (instrumento musical)

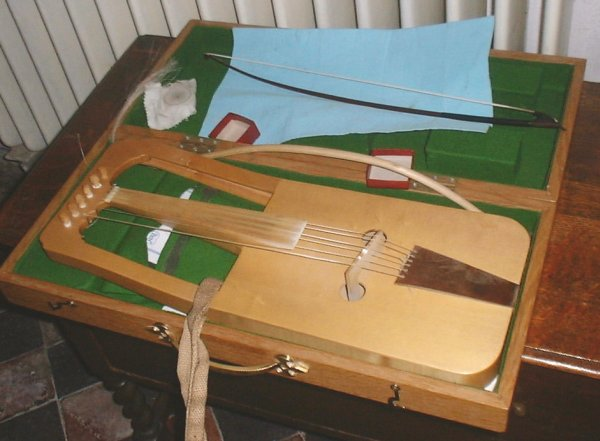
Rota galesa.

La rota o crota es un instrumento de cuerda pulsada de la familia de los de caja sonora sin mango, punteados con plectro o con los dedos. Es un tipo de cítara en forma de triángulo rectángulo con 17 cuerdas, instrumento derivado del salterio latino triangular (decahordum). Es un instrumento arcaico asociado particularmente con la música galesa, alguna vez ampliamente difundida y ejecutada por toda Europa gracias a los bardos galeses. Esta misma rota se halla constantemente citada o representada entre los siglos X al XV. Es notable la imagen de Saint Martial de Limoges, en Francia (siglo XIII), en la que aparece el Rey David tocando la rota.
En un canecillo de la colegiata de Santillana del Mar (Cantabria, España) aparece un músico tocando lo que parece ser un rota rectangular frotada con arco.
Más iconografía medieval de este instrumento existe en Europa, pero su repertorio no es exhaustivo. 
Fortunato menciona en el siglo VI la "chrotta Britanna", y en el Libro de Alexandre (siglo XIII) cuando se describe la entrada del conquistador en Babilonia dice: 
"El pleyto de joglares eran fiera riota
avie e simfonía, farpa, giga e rota
albogues e salterio, çítola que más trota
guitarra e viola que las coytas enbota".
También el arcipreste de Hita, en el Libro del Buen Amor, la enumera junto a otros instrumentos con los que "clérigos e legos e flayres e monjas e dueñas e juglares salieron a recebir a Don Amor" .
En el País de Gales  conservó su uso hasta el siglo XVIII, y existen tres ejemplares datados de esa centuria que se conservan en la National Library of Wales en Aberystwyth, el Museum of Welsh Life en St Fagans, o Sain Ffagan, cerca de Cardiff, y el Warrington Museum (cerca de Mánchester, en Inglaterra) y en el Victoria and Albert Museum de Londres se conserva también un ejemplar aunque se piensa que es una reconstrucción francesa del siglo XIX basada en el instrumento de la Biblioteca Nacional de Gales. En la actualidad la rota es un instrumento que experimenta un cierto renacimiento en contextos de música antigua y "Folk", sobre todo en las islas británicas, y hay quien lo considera el instrumento nacional de Gales.

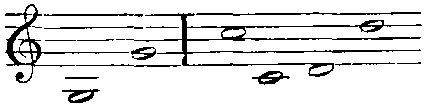
Afinación de una crowt galesa.

A veces su nombre aparece escrito en galés como crwth o crowt (pronunciado crúz). Nokter Balbulus (h.840-912), copista monacal interesado en materia musical, lamenta que los juglares hayan adoptado este instrumento como bárbaro. Se sabe que en aquellos tiempos muchas abadías y monasterios fueron arrasadas por los normandos.